# Quadrangle de Tharsis

Carte du quadrangle de Tharsis.

Dans le cadre de la géographie de la planète Mars, le quadrangle de Tharsis — également identifié par le code USGS MC-09 — désigne une région martienne définie par des latitudes comprises entre 0° et 30° N et des longitudes comprises entre 225° et 270° E. 